# Dead or Alive Or
«Vivo o Muerto o» —título original en inglés: «Dead or Alive Or»— es el decimoprimer episodio de la octava temporada de la serie de televisión posapocalíptica, horror The Walking Dead, que salió al aire en el canal AMC el 11 de marzo de 2018. Fox lo estrenó en España e Hispanoamérica el día siguiente, respectivamente. Eddie Guzelian escribió el episodio y Michael E. Satrazemis dirigió el episodio.

## Trama
Daryl (Norman Reedus), ayudado por Rosita (Christian Serratos), Tara (Alanna Masterson), y Siddiq (Avi Nash), guían a los sobrevivientes desde la destruida Zona Segura de Alexandría hacia la Colonia Hilltop, mientras evitan las patrullas de salvadores que tienen órdenes de buscarlos por Negan (Jeffrey Dean Morgan); Dwight (Austin Amelio), un ex salvador que ha ayudado a los alexandrinos, ayuda a guiarlos a usar su conocimiento del área, pero la mayoría de los demás siguen siendo cautelosos con su Consejo, conociendo su duplicidad. Vienen para encontrar que la ruta más segura es cruzar un pantano y Daryl pone a Tara a cargo de proteger a los sobrevivientes, mientras que él, Rosita y Siddiq eliminan a los caminantes medio sumergidos en el pantano. Tara ve a algunos caminantes a cierta distancia y coacciona a Dwight para que la ayude, pero esta es una artimaña para alejarlo del grupo y matarlo ella misma. Dwight le ruega que lo deje ir y se disculpa por matado a su novia Denise, pero ella dispara un tiro y él sale corriendo. Sin embargo, mientras ella lo persigue, se encuentran con una patrulla de Salvadores. Desde su escondite, Tara deja correr a Dwight, permitiéndole actuar como si lograra escapar para reunirse con los Salvadores, alejando a la patrulla del grupo de Alexandría. Cuando Tara regresa, Daryl la regaña, temiendo que Dwight le cuente todo a Negan, pero Tara le dice que confía en que Dwight está haciendo lo correcto.
En otra parte, el Dr. Harlan Carson (R. Keith Harris) ayuda a un enfermo Gabriel (Seth Gilliam) a escapar del Santuario de los Salvadores, pero la fiebre de Gabriel, que afecta su vista, les hace perder su camino. Gabriel confía en su fe en Dios contra el consejo de Dr. Carson, llevándolo a una casa abandonada donde encuentran antibióticos para tratar su fiebre que tiene Gabriel, pero es probable que Gabriel se quede ciego sin ayuda adicional. La continua confianza de Gabriel en Dios los lleva a encontrar las llaves de un auto y un mapa de un museo cercano. A medida que se acercan, Gabriel nota señales de que el lugar está atrapado justo antes de que el Dr. Carson se meta en una trampa para agarrar piernas, que atrae a los caminantes. A pesar de su débil vista, Gabriel logra evitar con seguridad las trampas y los caminantes, y rescata al Dr. Carson a tiempo. La conmoción lleva a un grupo de salvadores a encontrarlos; mientras los escoltan, Gabriel se da cuenta de que uno de los cañones de su guardia está cerca y creyendo que este es el camino que Dios le ha puesto, lo dirige al Dr. Carson. El Dr. Carson toma el arma, pero otro Salvador reacciona y le dispara y lo mata primero. La fe de Gabriel se sacude, y él llora cuando es capturado por los salvadores.
En la colonia Hilltop, Maggie (Lauren Cohan) revisa el estado de sus recursos, sabiendo que con sus prisioneros salvadores junto con Gregory ( Xander Berkeley), ya que su presencia sólo empeoraba la situación, y como si esto fuera poco Alden (Callan McAuliffe) además le solicitó en representación de sus compañeros un trato más humanitario debido a la buena conducta que estaban demostrando, ella cambió radicalmente de parecer y optó por darle una oportunidad a la propuesta de Alden. El grupo de Daryl llega a Hilltop, donde las noticias de la muerte de Carl atormentan a la comunidad, particularmente a Enid (Katelyn Nacon) quien rompe en llanto y es consolada por Maggie. Maggie decide permitir que los salvadores tengan raciones limitadas y tiempo supervisado fuera de su jaula, Siddiq ofrece sus servicios como médico a Maggie, mientras que Morgan (Lennie James) y Carol (Melissa McBride) lidia con la falta de remordimiento de Henry (Macsen Lintz) después de que haber asesinado a Gavin.
De vuelta en el Santuario, Gabriel es puesto a trabajar bajo el mando de Eugene (Josh McDermitt) para ayudar al proceso de manufactura de las municiones de los salvadores antes de la próxima ofensiva de Negan. Cuando Eugene informa a Negan que sus municiones no estarán disponibles por varios días más y sugiere que, en cambio, construyan catapultas, pero a Negan se le ocurre un segundo plan, para infectar algunas de las armas blancas de los Salvadores con sangre de caminante, de modo que en el ataque pendiente, simplemente tienen que dañar a sus enemigos a la más mínima herida para matar.

## Recepción

### Recepción crítica
El episodio recibió críticas generalmente positivas de los críticos. En Rotten Tomatoes, tiene un 61% con una calificación promedio de 6,27 sobre 10, en base a 18 revisiones. El consenso del sitio dice: "Centrándose en diferentes personajes y presentando una nueva amenaza caminante," Dead or Alive Or "es un episodio entretenido— aunque uno que lucha por crear suspenso."

### Índices de audiencia
El episodio obtuvo una audiencia total de 6.60 millones con una calificación de 2.8 en adultos entre 18 y 49 años. Esta fue una disminución con respecto a la semana anterior, que tuvo 6.82 millones de espectadores. También es la audiencia total más baja del programa desde la segunda temporada en el episodio "Secrets", que se emitió en 2011.